# Николай Чупаров
Николай Д. Чупаров е български тенисист.

## Биография
Роден е на 20 ноември 1934 година в София. Произхожда от мияшкия род Чупарови от Папрадище.
Състезател е за Купа Дейвис. За отбора на България за Купа Дейвис има 3 загуби. Той играе първия мач на България в историята за Купа Дейвис срещу Франция през 1964 годита, като губи от Пиер Дармон с резултат 0-6 1-6 0-6.
Николай Чупаров е рекордьор на България с десет индивидуални титли на републиканското първенство по тенис за мъже. За пръв път става шампион през 1954 година.